# Clubiona melanothele
Clubiona melanothele är en spindelart som beskrevs av Tord Tamerlan Teodor Thorell 1895. Clubiona melanothele ingår i släktet Clubiona och familjen säckspindlar. Inga underarter finns listade i Catalogue of Life.